# 媒體良心獎
傳媒良心獎是由美國新聞工作者與作家協會（American Society of Journalists and Authors，ASJA）所頒發，受獎的條件是該協會所認定值得為他們獨特的貢獻所肯定的記者。